# 트로야니

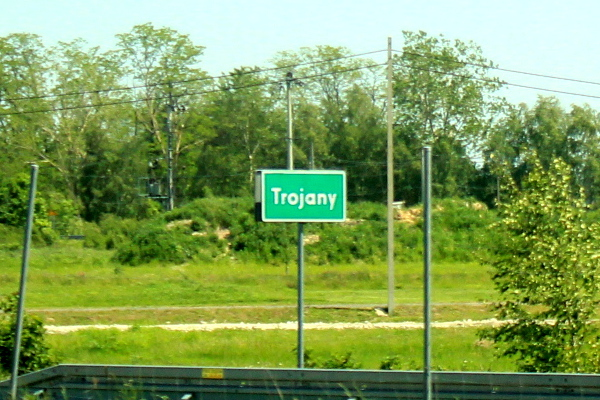

트로야니(폴란드어: Trojany)는 폴란드 마조프셰주에 위치한 도시로 인구는 490명이다. 보워민에서 북동쪽으로 약 15km, 바르샤바에서 북동쪽으로 약 36km 정도 떨어진 곳에 위치한다.